# Aeollanthus
Aeollanthus – rodzaj roślin z rodziny jasnotowatych (Lamiaceae). Obejmuje 44 gatunki. Wszystkie występują w Afryce Subsaharyjskiej. Często rosną na skałach lub glebach inicjalnych.
Niektóre gatunki z tego rodzaju wykorzystywane są jako jadalne i lecznicze. Aeollanthus subacaulis var. linearis jest hiperakumulatorem miedzi. W suchej masie tej rośliny stężenie tego pierwiastka dochodzi do 1,3%, co jest najwyższą wartością wśród organizmów.

## Morfologia
PokrójAromatyczne rośliny zielne i półkrzewy, często o drewniejących pędach podziemnych i gruboszowatej budowie.
LiścieNaprzeciwległe, rzadziej skrętoległe.
KwiatyZebrane w zróżnicowane kwiatostany złożone – kłoso- lub wiechokształtne, zwykle z niepozornymi podsadkami. Kielich rurkowaty u nasady, dalej zwykle spłaszczony, dwuwargowy z 5 lub 2, nierównymi łatkami. Korona silnie dwuwargowa, biała, różowa lub niebieska.
OwoceJajowate lub eliptyczne niełupki.

## Systematyka
Pozycja według APweb (aktualizowany system APG IV z 2016)
Przedstawiciel rodziny jasnotowatych (Lamiaceae) należącej do rzędu jasnotowców (Lamiales) reprezentującego dwuliścienne właściwe.
Wykaz gatunków
- Aeollanthus abyssinicus Hochst. ex Benth.
- Aeollanthus alternatus Ryding
- Aeollanthus ambustus Oliv.
- Aeollanthus angolensis Ryding
- Aeollanthus angustifolius Ryding
- Aeollanthus breviflorus De Wild.
- Aeollanthus buchnerianus Briq.
- Aeollanthus candelabrum Briq.
- Aeollanthus caudatus Ryding
- Aeollanthus cucullatus Ryding
- Aeollanthus densiflorus Ryding
- Aeollanthus elsholtzioides Briq.
- Aeollanthus engleri Briq.
- Aeollanthus fruticosus Gürke
- Aeollanthus haumannii van Jaarsv.
- Aeollanthus holstii Gürke
- Aeollanthus homblei De Wild.
- Aeollanthus lisowskii Ryding
- Aeollanthus lobatus N.E.Br.
- Aeollanthus myrianthus Baker
- Aeollanthus namibiensis Ryding
- Aeollanthus neglectus (Dinter) Launert
- Aeollanthus paradoxus (Hua) Hua & Briq.
- Aeollanthus parvifolius Benth.
- Aeollanthus petiolatus Ryding
- Aeollanthus pinnatifidus Hochst. ex Benth.
- Aeollanthus plicatus Ryding
- Aeollanthus pubescens Benth.
- Aeollanthus rehmannii Gürke
- Aeollanthus repens Oliv.
- Aeollanthus rivularis Hiern
- Aeollanthus rydingianus van Jaarsv. & A.E.van Wyk
- Aeollanthus saxatilis J.Duvign. & Denaeyer
- Aeollanthus sedoides Hiern
- Aeollanthus serpiculoides Baker
- Aeollanthus stuhlmannii Gürke
- Aeollanthus suaveolens Mart. ex Spreng.
- Aeollanthus subacaulis (Baker) Hua & Briq.
- Aeollanthus subintegrus Ryding
- Aeollanthus trifidus Ryding
- Aeollanthus tuberosus Hiern
- Aeollanthus ukamensis Gürke
- Aeollanthus viscosus Ryding
- Aeollanthus zanzibaricus S.Moore